# Sielsowiet Łasick
Sielsowiet Łasick (biał. Ласіцкі сельсавет; ros. Ласицкий сельсовет) – sielsowiet na Białorusi, w obwodzie brzeskim, w rejonie pińskim, z siedzibą w Łasicku. Od południa graniczy z Ukrainą.
Według spisu z 2009 sielsowiet Łasick zamieszkiwało 1349 osób, w tym 1251 Białorusinów (92,74%), 78 Ukraińców (5,78%), 16 Rosjan (1,19%), 3 osoby innych narodowości i 1 osoba, która nie podała żadnej narodowości.

## Miejscowości
- wsie:
  - Borki
  - Ładoroże
  - Łasick
  - Ostrów
  - Para
  - Truszowo
  - Wiesznia
  - Żółkiń